# Hades (Saint Seiya)
Hades (ハーデス Hādesu?) es un personaje del manga y anime Saint Seiya conocido como Los Caballeros del Zodiaco. Es uno de los principales antagonistas de la historia ya que se ha enfrentado contra los Santos desde la época mitológica. Es el dios del Inframundo y uno de los 12 Dioses del Olimpo.

## Biografía
Hades es el dios del Inframundo y uno de los 12 Dioses del Olimpo. Según la mitológia griega, era hijo del Titán Cronos y de Rea. Sin embargo fue devorado por su padre debido a que este pensaba que sus hijos algún día lo derrotarían. Es salvado por su hermano menor, Zeus y es así como este, junto con Poseidón una vez triunfados, se reparten los reinos del mundo. Hades toma por posesión suya la tierra de la muerte, el Inframundo. 

### La primera Guerra contra Atenea
Unas generaciones después, Hades observaba plácidamente desde el Inframundo al reino que le correspondía a Gea, la Tierra. Es después de la Guerra Santa que esta sostiene contra Poseidón, que el Rey del Inframundo comienza su interés por el reino de Atenea. Junto a dos de sus más grandes subordinados, Hypnos y Thanatos, y una orden de 108 Espectros regidos por estrellas demoníacas los cuales visten Sapuris, Hades levanta su espada para iniciar una feroz cruzada que duraría milenios, la Guerra por el dominio del mundo de los hombres contra Atenea.
Es así como estalla la primera Guerra Santa contra Hades en plena época mitológica. Se desconocen muchos detalles de este conflicto, lo único que se sabe es que el cuerpo de Hades, fruto de la unión de Cronos y de Rea es lastimado por primera vez en la historia por el Santo de Pegaso. Desde ese momento, el vínculo entre Pegaso, Hades y Atenea nace, el cual se prolongaría durante milenios. De inmediato, un malherido Hades regresa al Inframundo para esconder su cuerpo en los Campos Elíseos para regenerarse, lo cual lo obligaría en las siguientes Guerras a usar cuerpos huéspedes de los humanos más puros para reencarnar demostrando con ello lo extremadamente celoso que es con su propia cara .

### En la Edad Moderna (Entre 1486 – 1493)
500 años antes de la época actual, Hades resurge en plena época moderna. Los datos sobre esta Guerra Santa son prácticamente nulos, sin embargo los Mangas Next Dimension y The Lost Canvas aportan valiosos datos.
En The Next Dimension:, al finalizar dicho conflicto, el alma de Hades es encerrada dentro de su propia espada, la cual reposa en un mausoleo cercano al Castillo Heinstein. 
En The Lost Canvas: aporta el relato de que solo dos Santos lograron sobrevivir en dicha guerra, Hakurei de Altar y Sage de Cáncer. Según ellos, los dioses gemelos Thanatos e Hypnos derrotaron a todos los Santos de Oro quedando solo Hakurei con vida junto a su hermano el santo de oro Sage, los cuales no tenían posibilidad de hacerles frente a estos terribles dioses. En el animé, sin embargo, la historia es diferente. Se presenta un flashback de esta guerra santa, donde se observa que los espectros avanzando hasta el templo del patriarca, con Hakurei dirigiedo la defensa junto a los caballeros de plata que lograron quedar con vida, a partir de lo cual empieza una batalla sangrienta. En ese instante, Hades aparece a atacar a los caballeros que quedaron con vida, para luego aparecer Athena vistiendo la armadura divina y acompañada por Sage de Cáncer quien porta la espada de la diosa. Ella tiende una trampa a Hades, cubriéndolo con su campo de energía a él y a sus espectros para que no resucitaran. Enfurecido, el dios de la muerte le lanza un ataque, pero en ese instante los caballeros detienen el ataque con las energías que le quedaban, devolviéndoselo. Logran derrotar a Hades expulsando su espíritu del joven que había poseído. Creyendo que había terminado la Guerra Santa, una energía maligna aparece matando a todos los santos de plata que quedaron e hiriendo a Athena, la cual en ese momento le dice a Sage y a Hakurei que ya estaban aquí Hipnos y Thanatos, los cuales, al aparecer, dicen que venían a recoger el alma de Hades, por lo cual lanzan un ataque a los dos caballeros sobrevivientes. En ese momento la diosa detiene el ataque, quedando herida. Los dioses gemelos invitan a pelear a Athena a la dimensión de los dioses, la cual es inaccesible para cualquier humano, no sin antes decirle a los dos caballeros que se verían en la siguiente guerra. Athena, antes de retirarse, les menciona a Sage y Hakurei que guarden la espada y pidiéndoles que vivieran hasta la próxima Guerra Santa.
Hakurei es nombrado Patriarca del Santuario de Athena pero cede este puesto a su hermano menor quien lo ocupa hasta la siguiente generación. Las almas de los Espectros son selladas en la Torre ubicada mil kilómetros al este de Rozan. También se sabe que Athena les dejó una Espada protegida por las plegarias de esta diosa hacia sus Santos.

### Guerra Santa de 1744
En la época de la ilustración, el Emperador Hades nuevamente hace aparición después de un periodo de 250 años de estar dormido. Sin embargo la historia de esta Guerra Santa se divide en dos mangas distintos, Saint Seiya The Next Dimension y Saint Seiya The Lost Canvas. 
En Next Dimension: El cuerpo huésped de Hades es un joven pintor llamado Alone. Aparece por primera vez en un recinto ubicado en Alemania, llamado los Campos Elíseos (debido a su parecido con los Elíseos del Inframundo). Cuando se encontraba recogiendo flores tranquilamente, llegan Shion de Aries y Dohko de Libra, quienes durante un instante no se lograban mover debido al poder del Emperador (quien aún no se había manifestado completamente), cuando dejar de emitir su Cosmos, Shion planea asesinarlo. Sin embargo es salvado por Tenma, amigo de infancia de Alone, quien huye junto a él. Cuando se encontraban hablando tranquilamente, Tenma observa detrás de su amigo la presencia de Hades, portando su enigmática armadura. Es conducido por Pandora hacia un mausoleo donde el alma del Dios del Inframundo permanecía encerrada en la espada, Alone retira la espada y es poseído completamente. Finalmente, es guiado por Pandora hacia su castillo.
En The Lost Canvas: Todo comienza cuando Alone, un joven pintor Italiano recibe la visita de un misterioso sacerdote. Este le recomienda que visite un prado donde se encuentra una flor con un pigmento rojo, el cual le dará el color que Alone está buscando por tanto tiempo, sin embargo se encuentra con una joven llamada Pandora en un hermoso y florido bosque, casi comparado en su hermosura a los Campos Elíseos de la mitología Griega. Esta lo besa haciendo que de esa manera, Hades encuentre un nuevo cuerpo para poder reencarnar. Alone obtiene un medallón en forma de estrella, con la inscripción “Yours Ever” (Tuyo por siempre). Al día siguiente se despide de su amigo Tenma, quien parte al Santuario para entrenar como Santo de Pegaso, haciendo la promesa de que algún día ambos se reencontrarían. Pasan 2 años, y el joven Alone continuo pintando sus hermosos cuadros pero todo comienza a cambiar repentinamente, todo lo que él pinta, muere. 
Es allí cuando vuelve a aparecer Pandora y lo lleva para que ambos visiten la catedral del bosque, donde se dice hay una pintura tan hermosa que haría llorar de emoción hasta a un criminal. Ambos llegan y se encuentran en la entrada con el sacerdote que 2 años atrás le había aconsejado a Alone visitar el lugar donde se encontró por primera vez con Pandora. El joven se sorprende al ver que en realidad los sacerdotes son dos, pero ambos totalmente idénticos entre sí. Entra desesperado para ver la pintura y no puede creer cuando ve que el "Santo" que se encuentra en ella no es otro sino el mismo Alone, vestido con el sapuri divino de Hades.
Es allí cuando él acepta su destino, él es Hades, el Rey del Inframundo y morada de la tierra de los muertos. Esa misma noche, da inicio la Guerra Santa de 1744. Se revela que Alone poseía una hermana menor, llamada Sasha, quien era nada más y nada menos que la reencarnación de Atenea de aquellos tiempos. Unos días después, se produce la primera batalla de esta Guerra en la ciudad natal de Tenma, Alone y Sasha. Es así como Tenma convertido en Santo de Pegaso y Alone, la reencarnación de Hades se encuentran. 
A Sangre fría, Tenma es asesinado por el Dios del Inframundo. La muerte de Tenma era necesaria, ya que la muerte es la salvación, son las palabras de Hades. Teniendo como base de operaciones la catedral del bosque (ahora ubicada en una colina), Hades envía su primer batallón al Santuario, liderado por el Juez Minos de Grifo.
Sin embargo, Hades sospecha algo y se dirige a sus dominios en el Inframundo, y es ahí donde se encuentra nuevamente con Tenma. El alma de Alone se denotaba más que la de Hades, diciéndole a Tenma que no lo ha olvidado, y que se volverían a encontrar en el Santuario de Atenea. Después lo dicho por él se hace realidad, aparece en la Estatua de Atenea dispuesto a matar a Sasha, sin embargo es detenido por Tenma, (Quien hace su aparición después del sacrificio del Santo de Virgo, Asmita) y también por el Patriarca Sage de Cáncer. En medio del combate, el Santo de Sagitario Sisyphus recibe su propia flecha dorada, debido a la Maldición de Hades. Después de que apareciera Pandora, Hades se molesta y le recrimina porqué no lo deja actuar solo, a lo cual después de una breve discusión ambos se van, no sin antes crear el "Lost Canvas" una pintura que recorre el cielo, la cual, cuando esté acabada será el fin del mundo. 
Días después, las sospechas de Pandora se hacen realidad, el alma de Alone está sobresaliendo más que la voluntad de Hades, así que envía unos Espectros para asesinar a Tenma, el causante de todo esto. Sin embargo no lo logran y Pandora es castigada por Alone por darle órdenes a sus espectros sin su autorización. Entonces ella, siguiendo las órdenes de Hypnos y Thanatos y utilizando el poder divino que estos dioses le otorgaron, envía a Alone a una prisión en lo más profundo del Reino de Los Sueños (gobernado por Hypnos). Desde allí Alone sigue con su obra e incluso es capaz de intervenir en el sueño de Tenma y lo incentiva a que siga luchando, ayudándolo en el combate contra Morpheus. Luego el Dios del Sueño va a verlo y le reprocha el porqué ha estado usando el poder que le ha concedido el Emperador del Inframundo para realizar su "sagrado trabajo" de matar a las personas brindándoles la salvación, además de manipular el ejército de espectros y a su familia. Le dice que él es un humano con una gran maldad. Hypnos expulsa del cuerpo de Alone lo último que quedaba de su alma humana, dándole lugar a Hades para que tome control completo sobre él. Hades dice entonces que la muerte es una condena y no una salvación y se prepara para cubrir la tierra con la oscuridad de la noche.
Luego de la caída de los Dioses del Sueño, Hypnos aparece en el espacio donde se encontraba confinado Hades, y mediante sus palabras, logra que el alma de Hades finalmente despierte y tome control total del cuerpo de Alone. Ahora Hades está más que decidido a acabar con todo y castigar al mundo con la muerte y la oscuridad.
Cuando Hakurei estaba preparándose para destruir el kekkai (la última barrera del Castillo de Hades), el Dios del Inframundo aparece súbitamente, matándolo en el acto. Hades derrota fácilmente a Tenma, Shion, Yuzuriha y Dohko; eliminó intencionalmente la barrera del castillo, y usando una falsa imagen del Patriarca, asesinó a gran parte de las tropas de Athena. Luego se marchó al Lost Canvas, desde donde estableció su nueva fortaleza.
Luego de la derrota de Aiacos, Hades desciende a la tierra para castigarlo por su derrota, manipulando el cuerpo inerte de Violate. No obstante, la acción es interrumpida por Tenma de Pegaso, quien le muestra su nueva determinación al contrarrestar el poder de Dios y hacerlo estallar junto con su cosmos. Pero todo ese poder apenas logra herirlo. Hades está dispuesto a asesinarlo cuando aparece Athena.
Así comienza la batalla entre ambos Dioses. Pero Sasha utiliza su propia sangre, y Hades es herido por el poder divino de la misma. Parecía que el alma del dios iba a ser expulsado del cuerpo de Alone, cuando llega Pandora para auxiliarlo. Hades reacciona y le ordena a Pandora que se detenga, al tiempo que invita a Athena y sus Caballeros a que ataquen su fortaleza en el Lost Canvas.
Ya en su Atelier, le cura las heridas a Radamanthys, luego de que este le mostrara su lealtad arrancándose su corazón.
Mientras todos los santos restantes se dirigen al Lost Canvas pero al llegar las puertas están cerradas, aparece Pharaon para decirles q les abrirá las puertas si sus corazones son tan leales a Athena, engañando a todos manipulando su balanza, Sisyphus decide arrancarse el corazón para probar su lealtad manteniéndose firme ganando a Pharaon aún manipulando la balanza logran abrir la puerta haciendo el Athena Exclamation (Shion, Regulus y Sisyphus).
Dentro todos los santos excepto Pegaso, Leo, Aries y Athena son convertidos en piedra.

### El regreso de Hades
Después de una sangrienta Guerra, solo dos Santos sobreviven, Shion de Aries y Dohko de Libra. Las almas de los 108 Espectros a partir de ese instante, quedan bajo la supervisión del Santo de Libra, mientras que las almas de Thanatos e Hypnos son dejadas en una pequeña caja, muy cerca del Castillo Heinstein. 
Pasan 243 años. Una joven Pandora reencarnada (reencarnación de la Pandora de Next Dimension) libera los espíritus de los Dioses Gemelos, tras un largo descanso. Estos le comunican que de su madre nacerá el espíritu de Hades, y que deberá tratarlo con mucho cuidado como si fuera su hermano mayor. También le dicen que el cuerpo que ha sido elegido para hospedar el alma del Emperador Hades, es el de un huérfano japonés, y este es Shun. Pandora intenta introducir el espíritu de Hades dentro de Shun, pero no lo logra, aún después de atacar al joven Ikki. 
Así que decide dejar a Shun al cuidado de Ikki, pero le da un medallón en forma de estrella con una inscripción que dice "Yours Ever" (Tuyo por siempre), que Shun creería que era el último recuerdo de su madre, este medallón ataba el cuerpo de Shun al alma de Hades por la eternidad. Desde ese instante el espíritu del Emperador, reflejaba el aspecto de Shun cuando se aparecía a los Espectros. Durante un periodo de 10 años, Hades permaneció en el Inframundo, recibiendo en ese lapsus de tiempo a Santos como Orfeo.

### El inicio de la última Guerra Santa (1987-1990)
En 1987, Hades despierta listo para cumplir sus metas, entre ellas, matar a Saori Kido, que es la reencarnación actual de Atenea. Para ello, nuevamente vuelve a juntar a sus 108 Espectros, para así destruir de una vez por todas las órdenes de los Santos. Aunque en esta ocasión no solo posee a sus leales guerreros, para esta batalla resucita a los Santos de Oro muertos en la batalla de las Doce Casas, prometiéndoles una nueva vida si sirven a sus fines.(En la versión animada de esta saga, también revive a los santos de Plata).
Shura, Máscara de la Muerte, Camus, Afrodita, Saga y Shion son revividos por el dios, mientras la batalla avanza toma finalmente posesión del cuerpo de Shun. Cuando esto ocurre, comienza su plan para dominar a todo el planeta: crear un eclipse que alineará no solo a la luna con el sol, sino a todos los planetas del sistema solar. Eso traería una era de oscuridad que permitiría al Dios gobernar la Tierra en lugar de la Diosa Atenea.
Mientras descansa bajo la guardia de su hermana Pandora, es visitado por Shaka de Virgo, que intenta un ataque suicida para terminar con el Dios; aunque no puede concretarlo porque es la mismísima Atenea la que llega a dar batalla. Hades forcejea con la Diosa, y pese a que el primero parece obtener la victoria, la protectora de la Tierra usa todo su Cosmos, su sangre y con la ayuda del espíritu de Shun, saca al Dios del cuerpo del joven guerrero. Pero antes de desaparecer junto con Atenea, conjura por completo el Eclipse tan temido por todos.

### El Espíritu de Hades
Hades también mostró la capacidad de poder pelear espiritualmente, inicialmente cuando se le ve tiene una forma humanoide demoniaca y es muy siniestra, ahí Hades que acaba de ser expulsado de Shun se dirige a atacar a Atenea, esta le avienta la lanza que está bañada con su sangre y Hades es herido sin embargo después se recupera y teletransporta a Atenea en los campos eliseos, en los campos eliseos muestra la forma de una bola entre oscura y morada que tiene una cola muy grande que sale de esta que rodea la torre del panteón donde esta su cuerpo real, no se sabe por qué tiene esta forma en los campos eliseos tan diferente a la que tenía al ser expulsado de Shun, posiblemente sea por haber sido herido por la sangre de Atenea. En cuanto a ataques el Espíritu de Hades es capaz de regresar todos los ataques lanzados hacia el a su origen y expulsar su poderosa cosmo energía. El Espíritu de Hades al parecer no puede ser herido por ataques físicos e incluso con cosmo pero ha mostrado tener una debilidad grande a la sangre de atenea (esto también se ve en lost canvas), el alma de Hades al final fue eliminada cosa que no había pasado en las demás guerras santas dando por terminado aparentemente el conflicto con Hades de manera permanente, sin embargo la forma de eliminación no es clara, pareciera ser que al ser dañado espiritualmente por la lanza de atenea más ser eliminado en cuerpo podría tener algo que ver, sin embargo es más posible que el alma de Hades este directamente conectada a su cuerpo real ya que Ikki y Seiya dijeron que si destruían el cuerpo de Hades le darían una muerte definitiva además de que Hades solo podía mostrar el 100% de su poder en su cuerpo, pareciera ser entonces que si el cuerpo real de una deidad es destruido también lo hará su alma.

### El Hades de la mitología
Su espíritu vuelve a los Campos Elíseos, llevándose consigo a Atenea. Hades se resguarda en una estatua que posa sobre el Templo donde descansa su cuerpo real. Ya conociendo la situación de Atenea dentro de la Vasija que va matándola minuto a minuto, siente que su victoria está cerca, pero ve cómo sus dos mejores guardianes, Hypnos y Thanatos, mueren a manos de los Santos de Bronce (que ahora visten armaduras divinas, las cuales son muy parecidas a las de los mismos dioses) y se acercan peligrosamente hacia donde está encerrada Atenea, intentando liberarla.
Sin embargo, Hades no desea que la diosa salga a darle lucha y golpea a los Santos del Fénix y de Pegaso desde la distancia, haciéndoles darse cuenta de que dentro del Templo se encuentra el verdadero enemigo, el cual resurge completamente después de milenios para la batalla final. Viéndose obligado, Hades nuevamente usa su cuerpo mitológico. Una vez fuera, levanta el Ánfora donde esta Atenea y amenaza con hacerla pedazos con su espada, pero Ikki (que gracias a la sangre de la diosa obtuvo su armadura divina) se interpone, cayendo gravemente herido. Seiya mira al dios directamente y le dice que tiene unos ojos hermosos, con un color increíble y dice que como puede ser posible que unos ojos (que según palabras de Seiya, parecían un profundo lago), pertenecieran al dios del inframundo. Pero él lo interrumpe, diciéndole que los humanos le dan mucha pena por sus actitudes egocéntricas. Pretender aún más de la Tierra que los dioses tan generosamente les han entregado y que ahora esté llena de males como la corrupción y los celos, todavía tener el descaro de enfrentarse ante los que les han dado el mundo en el que viven, ya que antes los Humanos veneraban a los Dioses con admiración y temor, pero ahora se atreven a morder la mano de quien les ha dado de comer.
Seiya no está de acuerdo con lo que Hades dice, ya que el no cumple los requisitos para ser un Dios venerado, ya que no es justo. Hades no contesta y lo vuelve a golpear a Seiya que recibe el impacto cerca del estómago. Pegaso le repite que no se separará de Atenea, por lo que el Emperador amenaza con cortarlo a él por la mitad junto a la Diosa, cuando el ataque conjunto de Shun, Shiryû y Hyôga lo detienen, dejándolo levemente aturdido. Los 5 Santos unen sus Cosmos en un ataque final directo al Dios, que es alcanzado por este pero lanza su propio golpe a los Santos. 
Pese a que el no sintió el golpe al instante, ve que su Sapuri ha sido quebrada en algunas partes y ha sido herido en la cabeza. Hades se pone furioso al notar que unos simples humanos han logrado herirlo y todavía no salía de su asombro cuando ve a Seiya levantarse. Lo ve mejor y nota cierto parecido con alguien a quien ya había visto en la anterior Guerra Santa, y también, en la Era Mitológica. Al hacer más memoria se da cuenta de que ese rostro, era igual al del Santo que había sido capaz de herirlo, y justamente aquel era el Santo de Pegaso. Hades se enfurece al darse cuenta de que Seiya era la reencarnación de aquel guerrero y también, de Tenma, advirtiéndole que lo destruirá así nunca volverá a renacer para volver a herirlo. 
Pegaso no entiende nada pero no abandona su misión de derrotarlo, así que corre para golpearlo con su Pegasus Ryû Sei Ken, pero cae por el inmenso poder del Dios, perdiendo la estatuilla de Atenea en la caída, intenta recuperarla, pero Hades con su espada le atraviesa la mano. Hades está listo para darle el golpe final, cuando un poder detiene su espada y protege a Seiya al igual que los demás Santos, es Atenea, que está recuperando toda su sangre de la Vasija, y sale con su Armadura Divina, lista para terminar con Hades de una vez por todas.

### Una batalla entre dioses
Apenas la ve, corre a matarla con su espada, pero esta se defiende con su escudo. Hades le pregunta porqué siendo una Diosa lucha en favor de los estúpidos humanos, que ya han salido de todo control, y que no pueden ser dejados solos, sino pierden todo control, y si no fuera por el temor a la muerte, al tormento eterno que él ha infundido a la humanidad, la Tierra sería un lugar caótico.
Atenea contradice sus palabras, diciéndole que no hay humano que no cometa un error ya que no es un Dios, y que su gran error ha sido querer que todos paguen sus errores después de la muerte. Hades se enfurece y ataca más fuerte con su espada y pese a que Atenea se protegió con el escudo, queda golpeada ante la fuerza del envío. El Dios comprende que jamás llegarán a un acuerdo y es hora de que muera junto a los humanos que tanto ama, de una vez por todas para así no repetir una Guerra Santa. Por ello arroja su espada con toda su fuerza directo a ella, en un ataque que mataría a la Diosa sin duda, pero la espada se topa con Seiya que usa todo su poder para golpear al Emperador y dejarlo herido, ante el total asombro y descontento del poderoso Hades, que aún no comprende como unos simples humanos pueden hacerle tanto daño.

### La derrota de Hades
Pese a ese buen golpe, Hades no se rinde, su espada ha herido mortalmente Seiya, dejándolo aparentemente sin vida, y ha vuelto a sus manos llena de la sangre del valiente guerrero. Le reprocha a Atenea que no haya aprovechado la oportunidad que Pegaso le dio para matarlo; pero ella se levanta y le dice que él al no conocer el amor y miles de cosas que hacen fuertes a los humanos, no es capaz de juzgarlos. Es así como Hades se enfada y trata de repetir el ataque que mató a Seiya, pero esta vez Hyôga, Shiryû, Ikki y Shun se lo impiden elevando sus Cosmos a un punto que supera al dios. Atenea arroja su báculo ayudada por la energía de sus Santos y atraviesa el cuerpo de Hades.
Es el fin, Hades se ve derrotado, pero antes de morir, les advierte que morirán, porque si él desaparece, los Campos Elíseos y el Inframundo también desaparecerán junto a él. Finalmente, desaparece junto a sus dominios.

## Ataques
- Posee una espada muy poderosa, con la cual puede enfrentar cualquier ataque y atravesar al enemigo.
- Tiene la habilidad de resucitar a cualquier clase de espectro.
- Puede realizar el Gran Eclipse.
- En el diagrama de la armadura de Hades en el manga, podemos ver la naturaleza de su armadura: es un Surplice. No es un Kamui ( una kamui son las armaduras propias de los dioses son superiores en poder a las de oro, en la saga de los eliceos Seiya obtiene la "kamei o armadura divina de Pegaso" siendo una versión inferior de las kamei de los dioses)
- Una vez que su espada atraviesa al oponente la espada seguirá clavada en el eternamente en quien atraviese, aun si la espada ya no está clavada en el oponente o Hades muere, esto se hace claro cuando a pesar de haber derrotado a Hades y de forma permanente la espada de Hades seguía espiritualmente enterrada en Seiya.